# Aserbaidschanische Badmintonmeisterschaft
Aserbaidschanische Meisterschaften im Badminton werden seit der Saison 1996/1997 ausgetragen. Im selben Jahr starteten die Juniorenmeisterschaften und der Teamwettbewerb.
Die Meisterschaften gingen aus der UdSSR-Meisterschaft im Badminton hervor. Nach dem Zerfall der Sowjetunion starten Aserbaidschan, Armenien, Belorussland, Estland, Georgien, Lettland, Litauen, Moldawien, Russland und die Ukraine eigene Meisterschaften innerhalb des Europäischen Badmintonverbandes EBU, während Kasachstan, Kirgisien, Tadschikistan, Turkmenistan und Usbekistan eine neue Heimat im asiatischen Badmintonverband fanden.

## Einzelmeister
| Saison    | Herreneinzel        | Dameneinzel        | Herrendoppel                            | Damendoppel                         | Mixed                                |
| --------- | ------------------- | ------------------ | --------------------------------------- | ----------------------------------- | ------------------------------------ |
| 1997      | Mirzə Orucov        | Nərgiz Mehdiyeva   | Mirzə Orucov Ceyhun Məmmədəliyev        | Alla Vlasyuk Sevinc Axundova        | Ceyhun Məmmədəliyev Nərgiz Mehdiyeva |
| 1998      | Mirzə Orucov        | Nərgiz Mehdiyeva   | Mirzə Orucov Ceyhun Məmmədəliyev        | Alla Vlasyuk Sevinc Axundova        | Ceyhun Məmmədəliyev Alla Vlasyuk     |
| 1999      | Mirzə Orucov        | Nərgiz Mehdiyeva   | Mirzə Orucov Ceyhun Məmmədəliyev        | Alla Vlasyuk Sevinc Axundova        | Ceyhun Məmmədəliyev Alla Vlasyuk     |
| 2000      | Ceyhun Məmmədəliyev | Nərgiz Mehdiyeva   | Cavanşir Alizadə Sarvan Nagiev          | Alla Vlasyuk Sevinc Axundova        | Ceyhun Məmmədəliyev Alla Vlasyuk     |
| 2001      | Mirzə Orucov        | Nərgiz Mehdiyeva   | Mirzə Orucov Ceyhun Məmmədəliyev        | Nərgiz Mehdiyeva Natavan Əliyeva    | Mirzə Orucov Sevinc Axundova         |
| 2002      | Mirzə Orucov        | Nərgiz Mehdiyeva   | Mirzə Orucov Ceyhun Məmmədəliyev        | Alla Vlasyuk Sevinc Axundova        | Mirzə Orucov Sevinc Axundova         |
| 2003      | Ceyhun Məmmədəliyev | Nərgiz Mehdiyeva   | Mirzə Orucov Ceyhun Məmmədəliyev        | Nərgiz Mehdiyeva Natavan Əliyeva    | Ceyhun Məmmədəliyev Nərgiz Mehdiyeva |
| 2004      | Araz Soltanəliyev   | Nərgiz Mehdiyeva   | Araz Soltanəliyev Sarvan Nagiev         | Sevinc Axundova Alla Vlasyuk        | Mirzə Orucov Sevinc Axundova         |
| 2005      | Cavanşir Əlizadə    | Nərgiz Mehdiyeva   | Cavanşir Əlizadə Araz Soltanəliyev      | Nərgiz Mehdiyeva Alla Vlasyuk       | Ceyhun Məmmədəliyev Nərgiz Mehdiyeva |
| 2006      | Araz Soltanəliyev   | Nərgiz Mehdiyeva   | Mirzə Orucov Jeyhun Mamedaliyev         | Nərgiz Mehdiyeva Alla Vlasyuk       | Ceyhun Məmmədəliyev Nərgiz Mehdiyeva |
| 2007      | Kənan Rzayev        | Nərgiz Mehdiyeva   | Ceyhun Məmmədəliyev Mirzə Orucov        | Nərgiz Mehdiyeva Alla Vlasyuk       | Ceyhun Məmmədəliyev Nərgiz Mehdiyeva |
| 2008      | Orxan Qələndarov    | Nərgiz Mehdiyeva   | Kərim Musayev Tural Rəsulov             | Nərgiz Mehdiyeva Alla Vlasyuk       | Ceyhun Məmmədəliyev Nərgiz Mehdiyeva |
| 2009      | Kənan Rzayev        | Günay Hüseynova    | Kərim Musayev Tural Rəsulov             | Günay Hüseynova Pərvin Əlizadə      | Tural Rəsulov Təranə Kərimova        |
| 2010      | Kənan Rzayev        | Nərgiz Mehdiyeva   | Kənan Rzayev Cavanşir Əlizadə           | Nərgiz Mehdiyeva Alla Vlasyuk       | Orxan Qələndarov Nərgiz Mehdiyeva    |
| 2011      | Orxan Qələndarov    | Nərgiz Mehdiyeva   | Kərim Musayev Kənan Rzayev              | Nərgiz Mehdiyeva Alla Vlasyuk       | Orxan Qələndarov Nərgiz Mehdiyeva    |
| 2012      | Kənan Rzayev        | Alla Vlasyuk       | Kərim Musayev Kənan Rzayev              | Zülfiyyə Hüseynova Alla Vlasyuk     | Orxan Qələndarov Alla Vlasyuk        |
| 2013      | Kərim Musayev       | Nərgiz Mehdiyeva   | Kərim Musayev Kənan Rzayev              | Nərgiz Mehdiyeva Alla Vlasyuk       | Orxan Qələndarov Nərgiz Mehdiyeva    |
| 2014      | Kənan Rzayev        | Nərgiz Mehdiyeva   | Cahid Əlhəsənov Tural Abbasov           | Zülfiyyə Hüseynova Alla Vlasyuk     | Orxan Qələndarov Nərgiz Mehdiyeva    |
| 2015      | Orxan Qələndarov    | Nərgiz Mehdiyeva   | Orxan Qələndarov Kənan Rzayev           | Zülfiyyə Hüseynova Nərgiz Mehdiyeva | Orxan Qələndarov Nərgiz Mehdiyeva    |
| 2016      | Orxan Qələndarov    | Zülfiyyə Hüseynova | Orxan Qələndarov Kənan Rzayev           | Zülfiyyə Hüseynova Adila Mehdiyeva  | Kənan Rzayev Alla Vlasyuk            |
| 2017      | Ade Resky Dwicahyo  | Nərgiz Mehdiyeva   | Ade Resky Dwicahyo Ezmi Qovimuramadhoni | Ədilə Mehdiyeva Zülfiyyə Hüseynova  | Orxan Qələndarov Nərgiz Mehdiyev     |
| 2018      | Ade Resky Dwicahyo  | Nərgiz Mehdiyeva   | Ade Resky Dwicahyo Ezmi Qovimuramadhoni | Ədilə Mehdiyeva Zülfiyyə Hüseynova  | Teymur Abbasov Zülfiyyə Hüseynova    |
| 2019      | Ade Resky Dwicahyo  | Nigar Əliyeva      | Cahid Əlhəsənov Ezmi Qovimuramadhoni    | Nigar Əliyeva Nərmin Şərifova       | Sabuhi Huseynov Zülfiyyə Hüseynova   |
| 2020 2021 | nicht ausgetragen   | nicht ausgetragen  | nicht ausgetragen                       | nicht ausgetragen                   | nicht ausgetragen                    |
| 2022      | Cahid Əlhəsənov     | Həcər Nuriyeva     | Rəvan Niftalıyev Aqil Qəbilov           | Əminə İsmayılova Həcər Nuriyeva     | Aqil Qəbilov Nigar Səmədova          |
| 2023      | Cahid Əlhəsənov     | Həcər Nuriyeva     | Aqil Qəbilov Rəvan Niftəliyev           | Həcər Nuriyeva Nərmin Hüseynova     | Cahid Əlhəsənov Həcər Nuriyeva       |
| 2024      | Aqil Qəbilov        | Nigar Səmədova     | Aqil Qəbilov Rəvan Niftalıyev           | Aysu Kərimzadə Nigar Səmədova       | Cahid Əlhəsənov Həcər Nuriyeva       |